# Dictyomyia salsolae
Dictyomyia salsolae är en tvåvingeart som beskrevs av Tavares 1924. Dictyomyia salsolae ingår i släktet Dictyomyia och familjen gallmyggor.
Artens utbredningsområde är Spanien. Inga underarter finns listade i Catalogue of Life.